# Yohandry Orozco
Yohandry Orozco, född 19 mars 1991 i Maracaibo, är en venezuelansk fotbollsspelare som spelar för Independiente Santa Fe i Categoría Primera A. Han har tidigare representerat venezuelanska landslaget. Han gjorde sin professionella debut som 16-åring 2007 för UA Maracaibo.   